# Remo Tomasi
Remo Tomasi (Trento, 20 maggio 1932 – Bolzano, 28 settembre 2013) è stato un pattinatore di velocità su ghiaccio e arbitro di hockey su ghiaccio italiano.

## Biografia
Nato nel 1932 a Trento, a 23 anni partecipò ai Giochi olimpici di Cortina d'Ampezzo 1956, nei 1500 e 5000 m, piazzandosi rispettivamente al 48º posto in 2'22"2 e al 45º in 8'48"3.
Terminata la carriera agonistica continuò a gareggiare tra i Master e diventò anche arbitro di hockey su ghiaccio, dirigendo anche in Serie A.
Morì nel 2013, a 81 anni.